# Robert Nimmo
Robert Harold Nimmo (Einasleigh, 22 de noviembre de 1893-Rawalpindi, 4 de enero de 1966) fue un oficial superior del Ejército australiano. Sirvió durante la Primera Guerra Mundial, la Segunda Guerra Mundial y también durante la ocupación de Japón por las Fuerzas de Ocupación de la Commonwealth británica. De 1946 a 1950, fue Oficial General al Mando (GOC) del Comandante del Norte en Australia y jefe del Grupo de Observadores Militares de las Naciones Unidas desde 1950 hasta su muerte en 1966.

## Trayectoria
Se crio en un rancho de ovejas en el extremo norte de Queensland. Asistió a la escuela Southport en el sur de Queensland antes de ingresar al Royal Military College, Duntroon en 1912. Era el cadete mayor de su clase y se graduó antes de participar en la Primera Guerra Mundial. Participó en las campañas de Gallipoli y Sinaí y Palestina con el 5.º Regimiento de Caballería Ligera y logró ascender al rango de mayor. Se distinguió por su capacidad como líder de hombres como comandante de un Escuadrón de Caballería Ligera y por sus habilidades como mayor de brigada de la 1.ª Brigada de Caballería Ligera, durante las etapas finales de la guerra.